# Dunacséb
Dunacséb (szerbül Челарево / Čelarevo, németül Tscheb) település Szerbiában, a Vajdaságban, a Dél-bácskai körzetben, Palánka községben.

## Fekvése
Újvidéktől 30 km-re nyugatra, Palánkától 11 km-re keletre, a Duna bal partja közelében fekszik.

## Története
1972-1985 között a téglagyár területén késő avar kori temetőt tártak fel. A több mint 360 előkerült sír között, több gazdag lovassír és számos menora karcolatú római tégla is előkerült. Az egykorú telep nyomai is megtalálhatóak a területen. A vallási vonatkozásokat leszámítva a közösség előkerült leleteinek egyik legjobb párhuzama Révkomáromban került elő.
Dunacséb előző neve Bács-Cséb volt. Első ismert birtokosa 1437-ben a Sulyok család volt, mely ez időtől innen is nevezi magát.
1448-ban a bácsvármegyei Cséb Sulyok György és András birtoka volt. Egy 1455. évi örökösödési szerződésben, melyet a Sulyok testvérek a kői káptalan előtt kötöttek a Marhárti Szántó családdal, szintén fel van sorolva a többi között Cheb és Kis-Cheb neve is. 1467-ben Mátyás király az előbbi egyezkedéseket meg is erősítette, s így a kői káptalan Sulyok Györgyöt és három fiát, valamint Andrást bevezette többi között Cheb és Kis-Cheb birtokokba is.
1508-ban II. Ulászló adott ki új adománylevelet Lekcsei Sulyok Ferencnek és testvéreinek többek között Cseb és Kül-Cseb birtokokra is.
A török hódoltság alatt a török defterek a bácsi nahijében felsorolják Csébet is; 1554-ben 7, 1570-ben 12, 1590-ben 22 adózó házzal. A falu a Rákóczi-szabadságharc idején elpusztult, később csak mint kamarai puszta fordult elő.
1730-ban kezdődött meg az újra a betelepítés.
1791-ben Márffy Lipót a kamarától megvásárolta Csébet (ahonnan 1801-ben 100 család ment át Nádaly pusztára) és 1803-ban ismét betelepítette. 1812-ben Márffy-t a földesúri elnyomás miatt elégedetlenkedő parasztok egy csoportja brutálisan meggyilkolta a településen.
1809 előtt kamarai birtok, melyet Polimberger Józsefnek adtak zálogba, és még 1828-ban is a Polimberger család zálogbirtoka volt. Később női hozomány útján a Bezerédy család birtokába jutott.
1910-ben 2572 lakosából 172 magyar, 1954 német, 290 szlovák volt. Ebből 2111 római katolikus, 301 evangélikus, 154 görögkeleti ortodox volt.
A trianoni békeszerződés előtt Bács-Bodrog vármegye Palánkai járásához tartozott.
Dunacséb körül több, mára már elpusztult helység is feküdt.

### Szent-Jakab (Csardaklia)
Dunacséb határában feküdt egykor Csardaklia község, annak a nevét tartotta fenn a későbbi puszta. Ez a helység azonos volt Szent-Jakab nevű faluval, melynek nevét 1431-ben említették először, mint a Szentjakabi család névadó helységét.
A falu a 15. század vége felé a Ripaki Oláh család birtoka volt, és 1507-ben a Thegzes család is innen vette előnevét.
1590-ben Szent-Jakab, másként Csardaklia néven említették a török defterek is. A falu ezután többé nem szerepel. 1740. körül a palánkai határőri miliczia birtokában találjuk, ekkor már csak pusztaként.

### Göd
Göd nevű település is volt egykor e tájon, amely 1455-ben a Lekcsei Sulyok család birtoka volt.

## Népesség

### Demográfiai változások
| 1948 | 1953 | 1961 | 1971 | 1981 | 1991 | 2002 | 2011 |
| ---- | ---- | ---- | ---- | ---- | ---- | ---- | ---- |
| 3454 | 3483 | 3717 | 4073 | 4817 | 5011 | 5423 | 4831 |

## Látnivalók

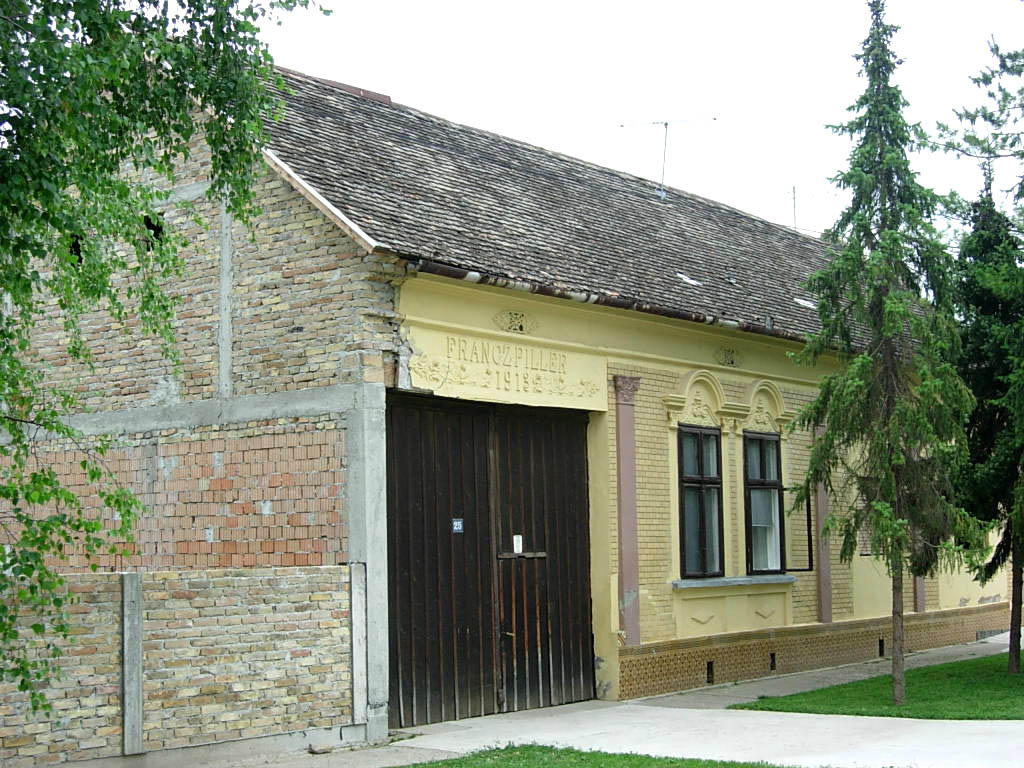
Régi német polgárház

- Római katolikus templom: ősi plébániáját már 1493-ban említették. 1802-ben újraalapították, a templomot 1822-ben építették, majd, miután 1907-ben tűzvészben leégett a tornya, újjáépítették. 1966-ban ismét felújították. A templom névadója Szűz Mária Mennybevitele. A templom méretei: hossza 34,25 m, szélessége 15,25 m, belmagassága 12 m, a torony 38 m magas. Két harangja van. Az anyakönyvet 1803-óta vezetik.